# Hoogkar

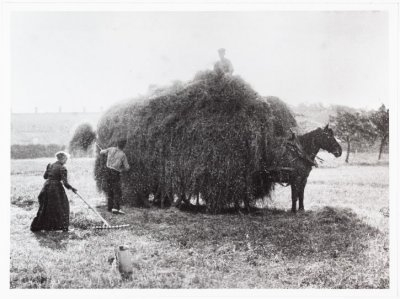
Een hoogkar wordt volgeladen met hooi in 1904 te Tilburg, foto Henri Berssenbrugge.

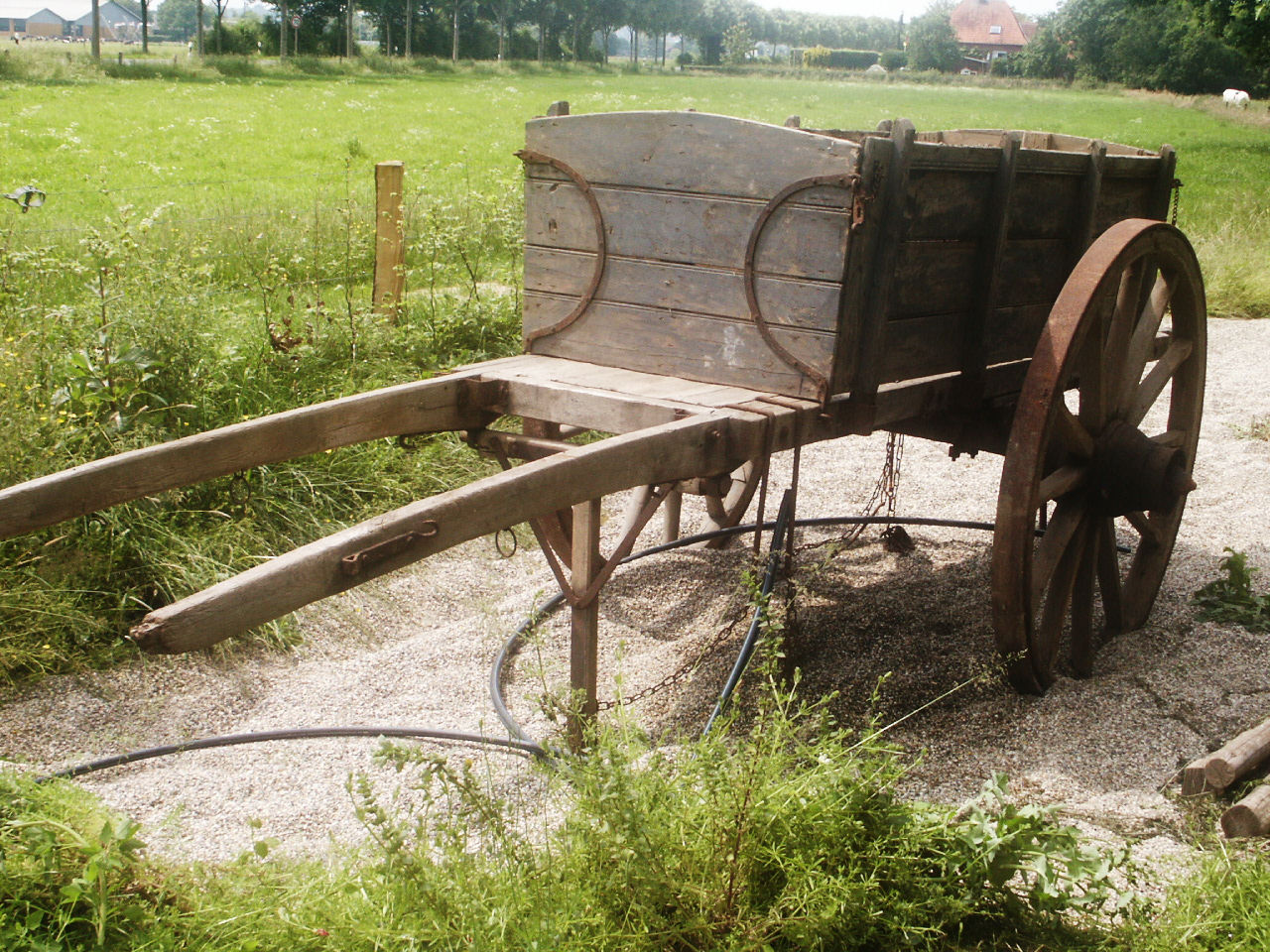
Nederrijnse hoogkar

Een hoogkar is een kar die in vroeger tijden op boerderijen gebruikt werd voor transport van lichte materialen zoals hooi, stro en pas gemaaid graan. De hoogkar werd ook gebruikt om mensen te vervoeren, bijvoorbeeld bij kerkgang, bedevaarten, bruiloften, bij het op visite gaan en bij begrafenissen. Naast de hoogkar had men destijds ook de kleinere aardkar in gebruik. Beide karren kwamen voor op de zandgronden van de Meierij en van de Kempen, zowel in het Belgische als in het Nederlandse deel. Ook in de Duitse regio Nederrijn werd dit type karren gebruikt.
De hoogkar bestond uit een askast, twee wielen en een laadbak. De laadbak rustte op twee draagbalken die aan de voorzijde van de kar de burries vormden. Om een maximaal volume te kunnen laden waren voorzieningen aangebracht om hekken of bomen op de kar te kunnen plaatsen, bijvoorbeeld voor het vervoer van hooi. Voor het vervoer van personen was het in sommige karren mogelijk houten hoepels te plaatsen waarover een huif kon worden gespannen. De hoogkar was ongeveerd. Onder de kar zat meestal een wegklapbare balk waarop de kar rechtop gehouden kon worden wanneer het paard uitgespannen werd. Deze balk noemde men “madame”. Een hoogkar werd door de wagenmaker op bestelling gemaakt. De afmetingen varieerden daardoor enigszins. Typische afmetingen van een hoogkar zijn: lengte 5,00 m, breedte 2,10 m, hoogte 1,75 m, spoorbreedte 1,55 en wieldiameter 1,50 m. Het laadvermogen van een hoogkar is 1500 tot 2000 kg.
Hoogkarren vindt men vermeld in schepenakten waarin de inventaris werd beschreven van boerderijen indien de boer of boerin wilde hertrouwen. Vanaf 1708 was zo'n beschrijving in Staats-Brabant verplicht gesteld door de Staten-Generaal teneinde het devolutierecht te handhaven.
Voor de Eerste Wereldoorlog kostte een hoogkar in de Meierij f 95, waarvan f 40 voor de wielen en f 55 voor askast en laadbak.
Na de Tweede Wereldoorlog, toen het paard verdrongen werd door de veel sterkere tractor, moest de hoogkar gaandeweg wijken voor veel grotere wagens.

## Afbeeldingen

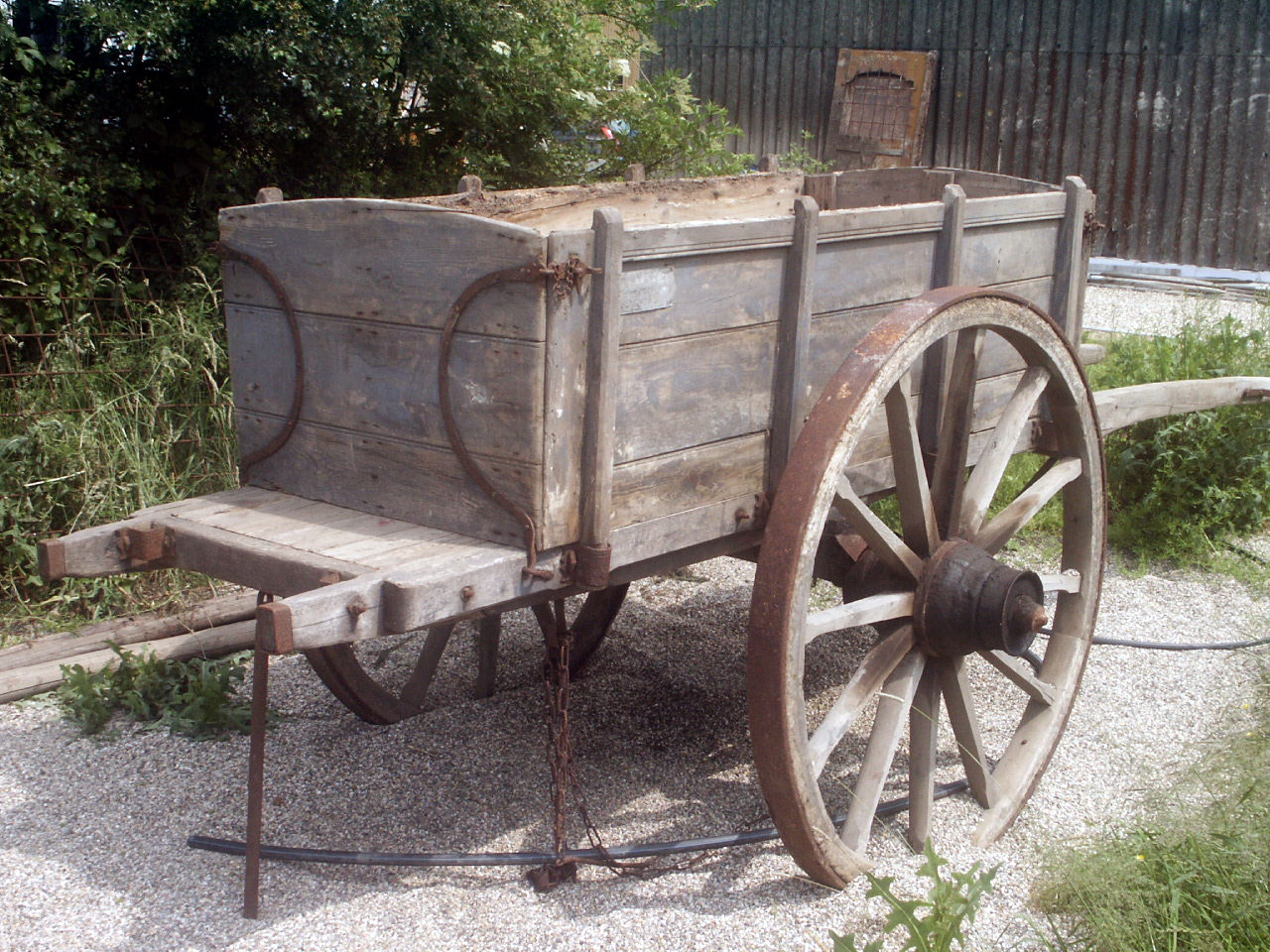
Nederrijnse hoogkar
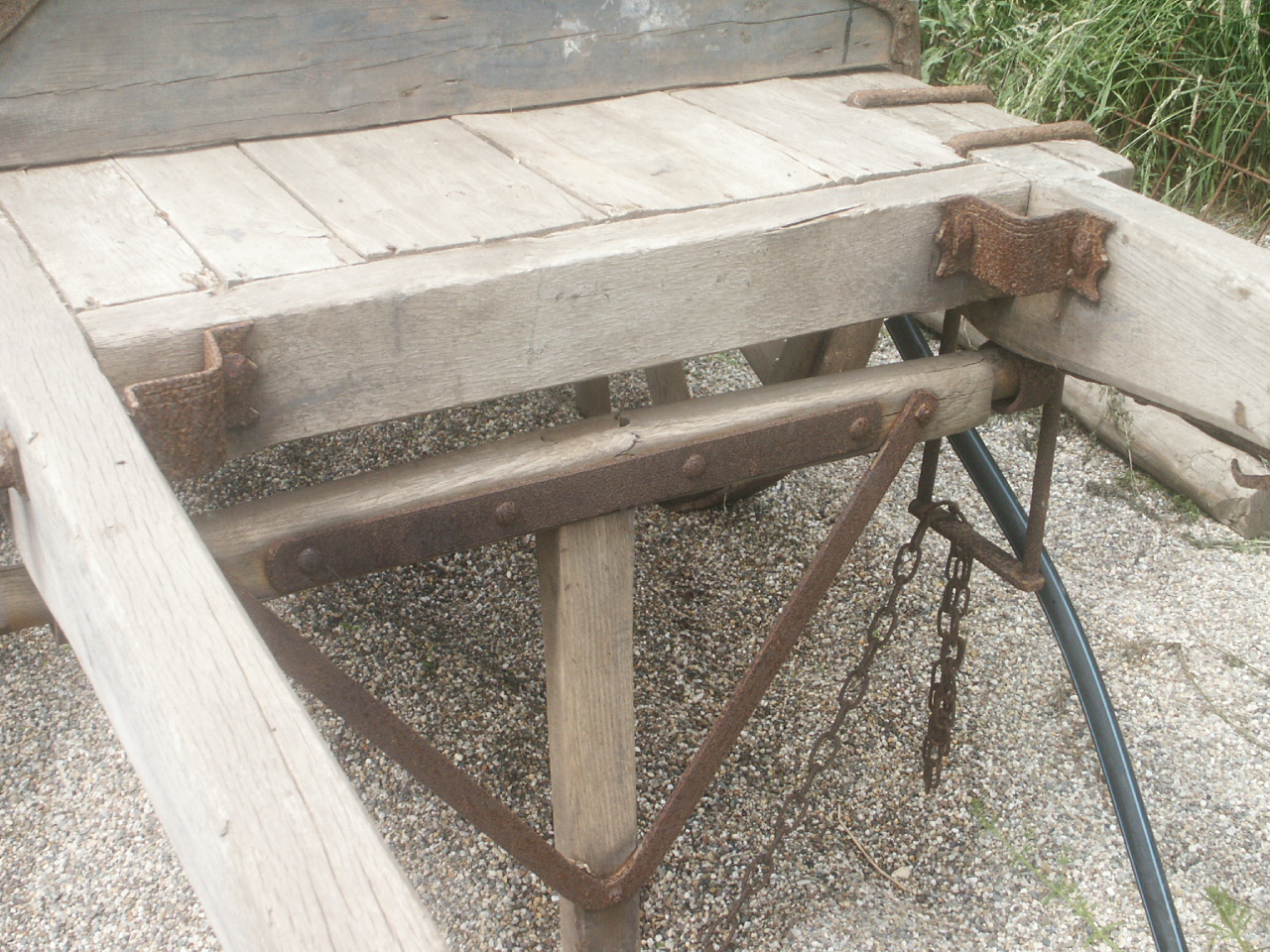
Detail voorzijde
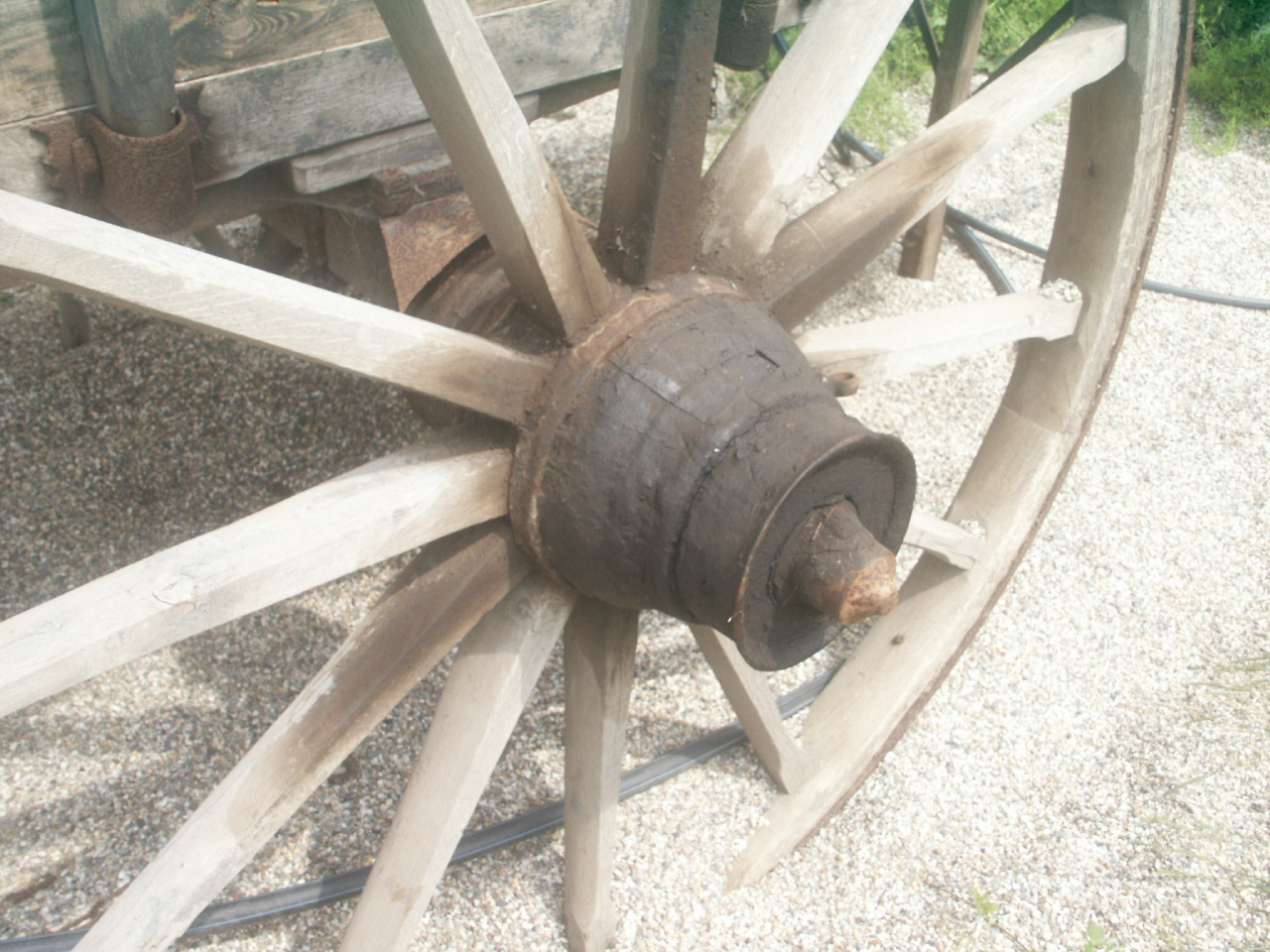
Aspartij